# Josette Day
Josette Day, echte naam Josette Dagory, (Parijs, 31 juli 1914 - Parijs, 27 juni 1978) was een Franse actrice. Zij wordt blijvend herinnerd voor haar rol van 'Belle' in Jean Cocteau's filmklassieker La Belle et la Bête. 

## Leven en werk

### Debuut
Day debuteerde op 5-jarige leeftijd met enkele figurantenrolletjes. Als ze 9 jaar was begon ze een opleiding te volgen aan de dansschool van de Opera van Parijs. Haar prille balletcarrière moest ze stopzetten ten gevolge van een val.

### Jaren dertig
Day ontwikkelde vanaf 1931 een relatief korte filmcarrière die 20 jaar duurde maar die heel druk was, ze draaide 39 films in de jaren dertig. Ze was te zien in talrijke komedies zoals Julien Duviviers romantische komedie Allô Berlin? Ici Paris! (1932) en Les Cinq Sous de Lavarède (1939, naast Fernandel). 
Ze acteerde eveneens in tragikomedies zoals Club de femmes (1936, naast Danielle Darrieux) en Duviviers L'Homme du jour (1937) waarin ze de verloofde was van Maurice Chevalier, en in historische drama's zoals Abel Gance's Lucrèce Borgia (1935) en Maurice Tourneurs Le Patriote (1938). 

### Marcel Pagnol
In 1939 werd ze opgemerkt door Marcel Pagnol die haar de vrouwelijke hoofdrol gaf naast zijn fetisjacteur en monstre sacré Raimu in Monsieur Brotonneau. Deze tragikomedie, waarvoor Pagnol het scenario schreef, werd geproduceerd door zijn eigen filmmaatschappij (Les Films Marcel Pagnol). Day speelde er de minnares in van Raimu, een eerlijk en nauwgezet man die zelf eerst door zijn kribbige vrouw werd bedrogen. Pagnol en Day gingen spoedig samenwonen. 
Een jaar later schonk Pagnol haar haar eerste belangrijke rol in zijn tragikomedie La Fille du puisatier. Day vertolkte de titelrol van de dochter van de putdelver die zwanger wordt achtergelaten door een piloot die gemobiliseerd wordt. De film werd heel gunstig onthaald aan de Franse kassa en groeide uit tot het belangrijkste commercieel succes van 1940-1941. 
Day werkte nog twee keer onder de vleugels van Pagnol, voor de dramatische familiesaga La Croisée des chemins (1942) en voor de romantische komedie Arlette et l'Amour (1943). Het koppel Pagnol-Day ging uiteen toen Pagnol een relatie begon met Jacqueline Bouvier met wie hij trouwde in 1945.

### La Belle et la Bête
Haar tweede belangrijke rol had Day te danken aan Jean Cocteau die haar castte in de fantasyfilm La Belle et la Bête (1946), Cocteau's persoonlijke versie van het gelijknamige sprookje. Ze belichaamde 'la Belle' naast Jean Marais, die in de huid van 'la Bête' kroop. De film werd een van de grote Franse successen van 1946. Cocteau deed een tweede keer een beroep op de tandem Marais-Day voor zijn drama Les Parents terribles (1948), gebaseerd op zijn gelijknamig toneelstuk. In deze film leverde Day haar laatste vermeldenswaardige prestatie.

### Vroegtijdig einde van een carrière
Day stopte met acteren in 1950 toen ze huwde met Maurice Solvay. Tijdens de laatste jaren van haar leven hield ze zich intens bezig met liefdadigheidswerk.

### Privéleven
In 1939 ontmoette ze Marcel Pagnol met wie ze een relatie begon die duurde tot in 1944. In 1950 trad Day in het huwelijk met de steenrijke zakenman Maurice Solvay, een telg uit de befaamde Belgische grootindustriële familie Solvay. Hun huwelijk bleef kinderloos. Day bleef met hem getrouwd tot aan zijn overlijden in 1960. 
Zij overleed in 1978 op 63-jarige leeftijd. Haar as wordt bewaard in het columbarium van het Cimetière du Père-Lachaise.

## Filmografie (selectie)
- 1932 - Le Champion du régiment (Henri Wulschleger)
- 1932 - Allô Berlin? Ici Paris! (Julien Duvivier)
- 1933 - Les Aventures du roi Pausole (Alexis Granowsky)
- 1934 - Coralie et compagnie (Alberto Cavalcanti)
- 1934 - Les Filles de la concierge (Jacques Tourneur)
- 1935 - Bibi-la-Purée (Léo Joannon)
- 1935 - Lucrèce Borgia (Abel Gance)
- 1935 - La Sonnette d'alarme (Christian-Jaque)
- 1936 - Une fille à papa (René Guissart)
- 1936 - Club de femmes (Jacques Deval)
- 1936 - Ménilmontant (René Guissart)
- 1937 - L'Homme du jour (Julien Duvivier)
- 1938 - Le Patriote (Maurice Tourneur)
- 1938 - Éducation de prince (Alexandre Esway)
- 1939 - Les Cinq Sous de Lavarède (Maurice Cammage)
- 1939 - Monsieur Brotonneau (Alexandre Esway)
- 1940 - La Fille du puisatier (Marcel Pagnol)
- 1942 - La Croisée des chemins (André Berthomieu)
- 1943 - Arlette et l'Amour (Robert Vernay)
- 1946 - La Belle et la Bête (Jean Cocteau)
- 1948 - La Révoltée (Marcel L'Herbier)
- 1948 - Les Parents terribles (Jean Cocteau)

- Biblioteca Nacional de España: XX4615311
- Bibliothèque nationale de France: cb131853384 (data)
- Gemeinsame Normdatei: 143092251
- International Standard Name Identifier: 0000 0001 1651 9657
- Library of Congress Control Number: no94037449
- Nationale Bibliotheek van Tsjechië: xx0150671
- Nationale Bibliotheek van Israël: 987007451910805171
- SNAC: w63c3d30
- Système universitaire de documentation: 035375922
- Virtual International Authority File: 59225172
- WorldCat: E39PBJtX33hRBYcbR3TcxV86Kd